# Pielisen museo
Pielisen museo (Pielinen-Museum) ist ein Freilichtmuseum am Fluss Lieksanjoki ganz in der Nähe des Stadtzentrums von Lieksa, Finnland. Es ist das zweitgrößte Freilichtmuseum in Finnland und stellt das Leben der Menschen in der Region zwischen dem See Pielinen und 
Russisch-Karelien dar.  Das Museum besteht aus einem Ausstellungsgebäude und einem Freilandbereich mit über 70 Gebäuden. Dieser unterteilt sich in einen Hof aus dem Jahr 1600, einem Gehöft aus dem 17. und 18. Jahrhundert und einem Pächterhof um 1900. Das Ausstellungsgebäude ist ein Rauchhaus aus der Zeit um 1800. Weiterhin existiert eine Windmühle, zwei Wassermühlen, eine Sauna, Ausstellungen zur Flößerei, zur Landwirtschaft um 1900, zur Fischerei und zur Feuerwehr.

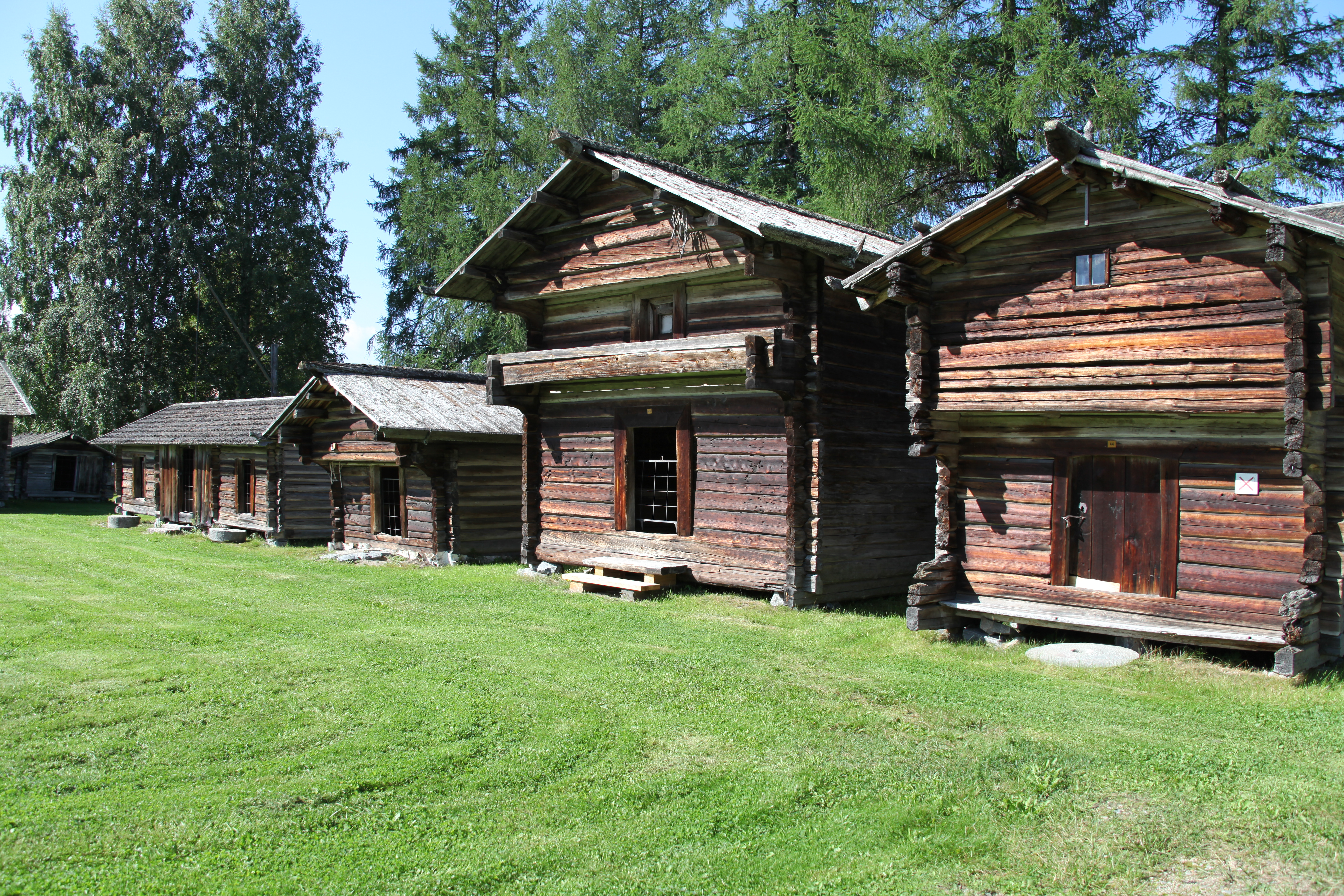
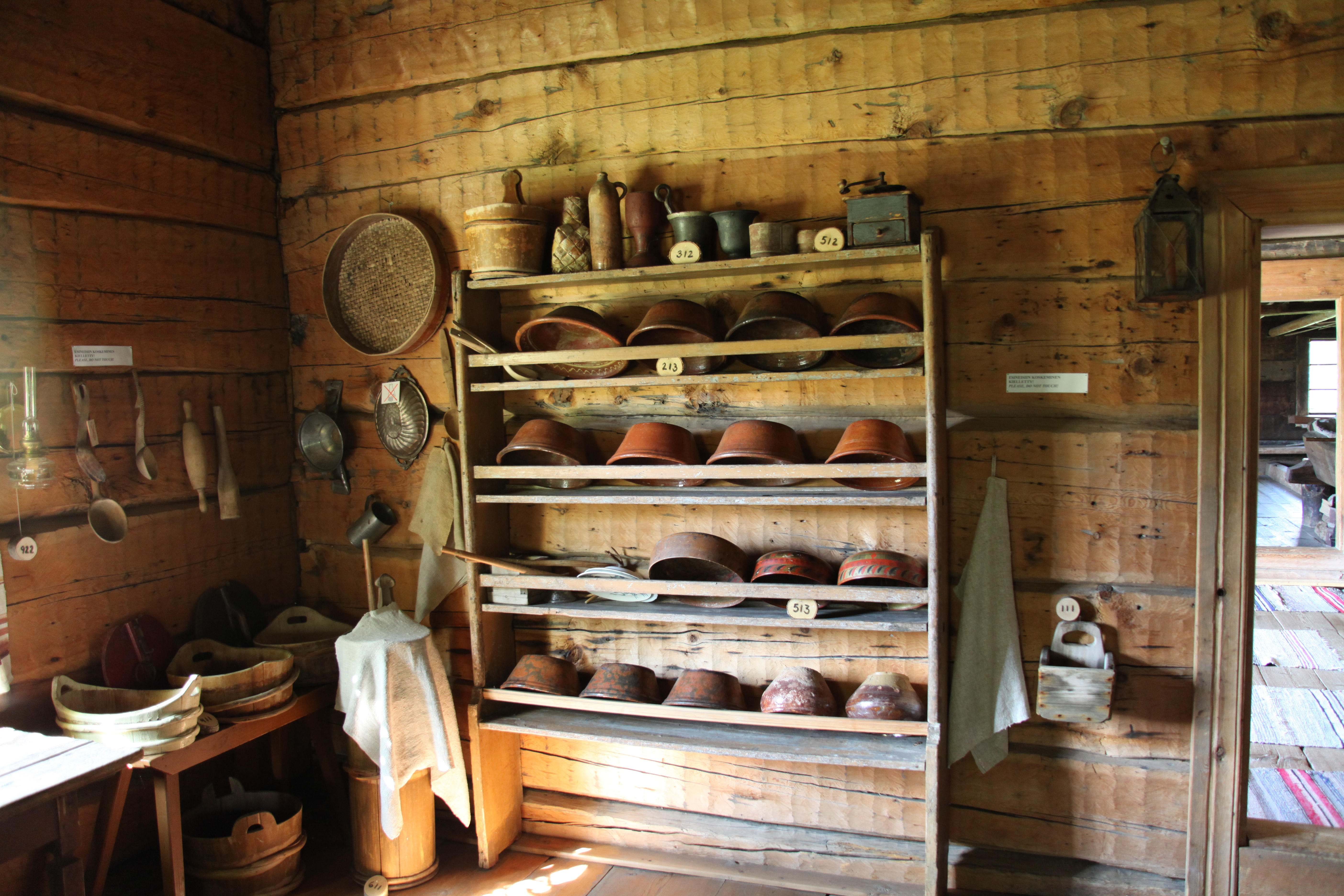
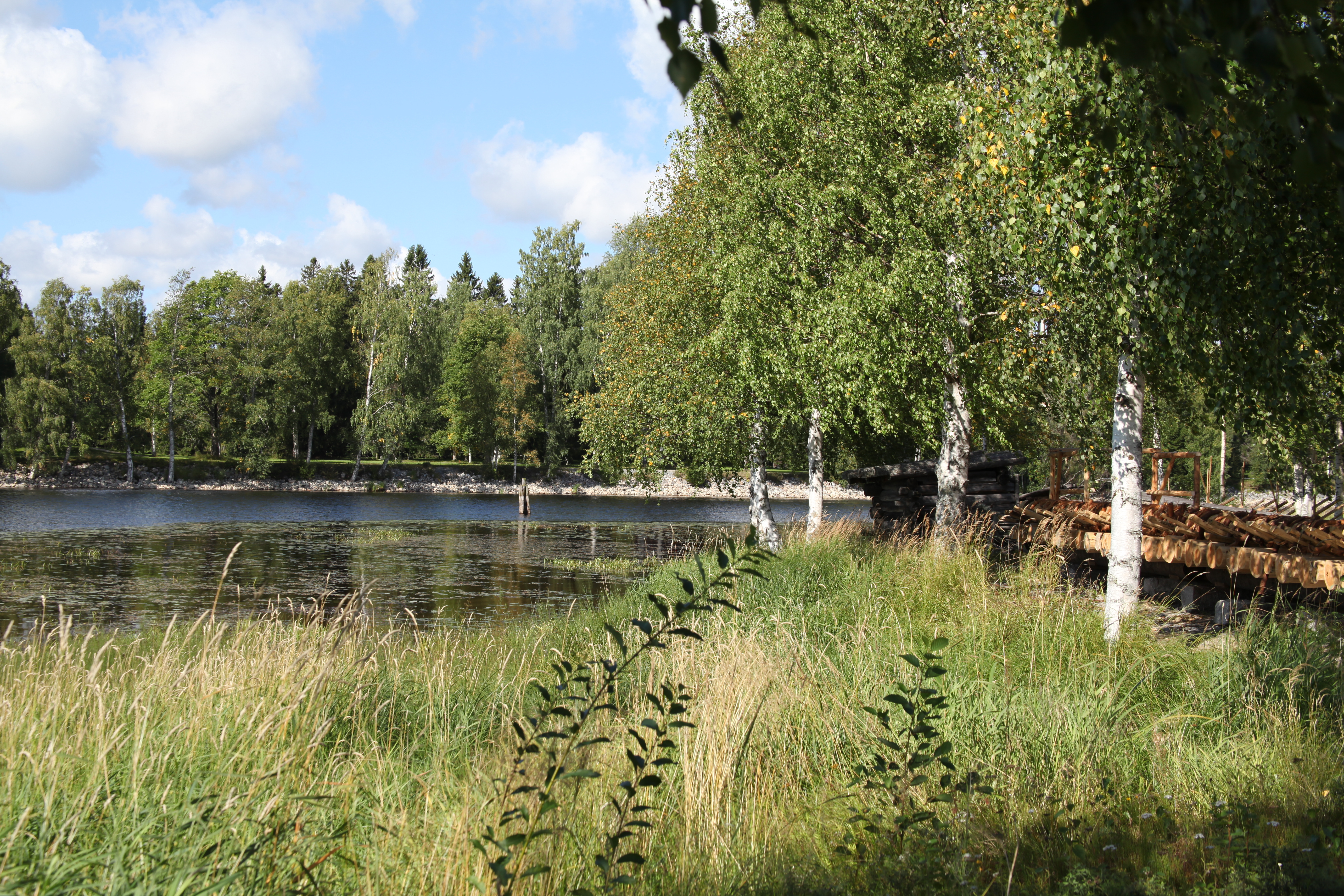
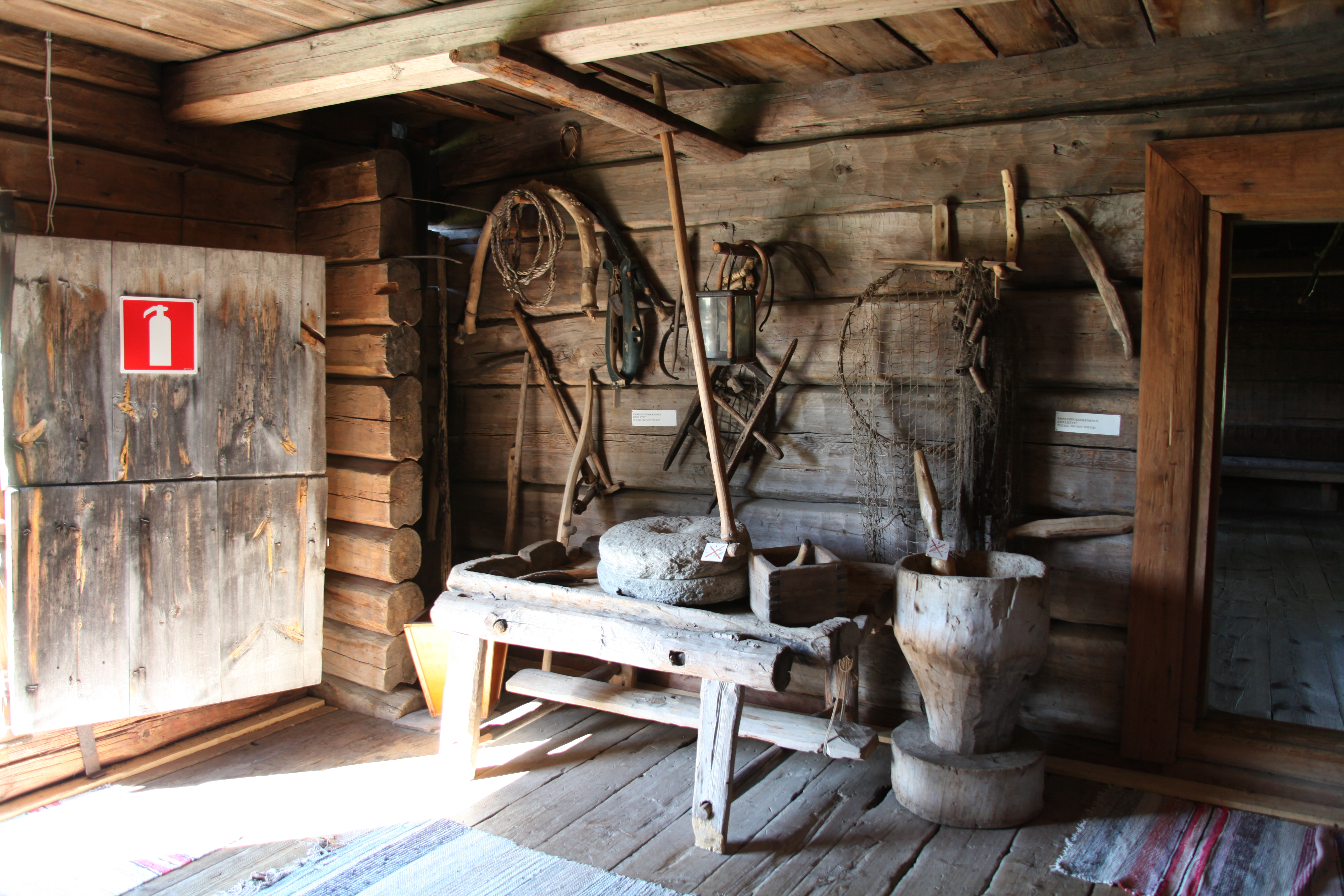